# Destinació final 3
Destinació final 3 (títol original en anglès: Final Destination 3) és una pel·lícula de terror sobrenatural estatunidenca del 2006 dirigida per James Wong. És la tercera entrega de la sèrie de pel·lícules Final Destination. Wong i Glen Morgan, que va treballar a la primera pel·lícula de la saga, van escriure'n el guió. La pel·lícula és protagonitzada per Mary Elizabeth Winstead i Ryan Merriman, i té lloc sis anys després de la primera pel·lícula. Es va doblar al català.

## Sinopsi
L'estudiant de secundària Wendy Crhistensen visita un parc d'atraccions la nit de la seva graduació amb el seu xicot Jason Wise, la seva millor amiga Carrie Dreyer, i el xicot de la Carrie, en Kevin Fischer. Mentre es pugen a la muntanya russa de Devil's Flight, la Wendy té la premonició que el sistema hidràulic que assegura els cinturons de seguretat i els vagons de la muntanya russa fallarà durant el viatge, i que els que hi són a bord moriran. Ella entra en pànic i es produeix una baralla. Finalment la Wendy, en Kevin, les millors amigues Ashley Freund i Ashlyn Halperin, l'exalumne Frankie Cheeks, l'atleta Lewis Romero, la germana de la Wendy, la Julie Christensen, la millor amiga de la Julie, Perry Malinowski, i la parella gòtica Ian McKinley i Erin Ulmer, baixin de l'atracció. Poc després, la muntanya russa descarrila i els passatgers que hi queden moren. Però el destí de la Wendy no ha fet més que començar.